# Tyrion Lannister
Tyrion Lannister (también referido como "Gnomo" o "Mediohombre") es un personaje ficticio de la saga Canción de hielo y fuego de George R. R. Martin y de su correspondiente adaptación televisiva.
Basado en una idea que vino a Martin al escribir la novela de 1981 Windhaven, Tyrion ha sido considerado como una de las mejores creaciones del autor y uno de los personajes más populares por el New York Times. Martin ha nombrado el personaje como su favorito en la serie. 
Introducido en 1996 en Juego de tronos, Tyrion es un enano y miembro de la Casa Lannister, una de las familias más ricas y poderosas en el reino ficticio de Poniente (Westeros). Posteriormente apareció en sus secuelas Choque de reyes (1998) y Tormenta de espadas (2000). Tyrion fue uno de los pocos personajes prominentes que no aparecieron en Festín de cuervos (2005), pero volvió en la quinta novela, Danza de dragones (2011), y se tiene prevista su aparición en el sexto libro de la saga, Vientos de invierno.  La popularidad del personaje llevó a que Martin y Bantam Books publicaran en 2013, "The Wit & Wisdom of Tyrion Lannister" (El ingenio y la sabiduría de Tyrion Lannister), una colección ilustrada de citas que Tyrion dice en las novelas.
En la historia, Tyrion utiliza su condición de Lannister para mitigar el impacto de la marginación y la burla que ha recibido durante toda su vida - incluso de su propia familia. Sabiendo que nadie lo tomará en serio, aliviando sus insuficiencias con el vino, el ingenio y la auto-indulgencia. Pero como el reinado pacífico del rey Robert Baratheon comienza a desintegrarse, Tyrion ve lo mal preparada que está su familia y se enfoca de mantenerlos unidos. La primera vez salva a su propio cuello de la venganza Catelyn Stark y su hermana Lysa Arryn. Más adelante, es enviado por su padre Tywin para imponer el orden en la capital de Desembarco del Rey —así como a su enloquecido sobrino Joffrey—, debido a la nueva guerra civil que este desencadenó. Tyrion se esfuerza por fortalecer y proteger la ciudad y la familia que lo odian y se niegan a ver el peligro en que se encuentran; cuando su padre regresa, Tyrion se vuelve vulnerable a la ira y maquinaciones de los cortesanos aduladores que rodean a Joffrey, incluyendo la intriga de su hermana Cersei. Cuando Tyrion es acusado de la muerte del Rey Joffrey, logra escapar de la muerte de nuevo, pero a un gran costo, y en el que huye de Poniente encontrándose con más peligros, pero sin los recursos de su familia.
En la adaptación televisiva de HBO, el personaje es interpretado por el actor estadounidense Peter Dinklage, quien ha recibido excelentes críticas por su actuación. En 2011, Dinklage recibió el Premio Emmy por mejor actor de reparto en una serie dramática y más tarde el Globo de Oro a mejor actor de reparto en una serie, miniserie o telefilme por su interpretación de Tyrion en la serie de HBO. Posteriormente, ganó tres Emmys más en 2015, 2018 y 2019, así como ser nominado de 2012 a 2014 y 2016; siendo el único actor de la serie que logró ser nominado al Emmy en todas las temporadas.

## Concepción y diseño

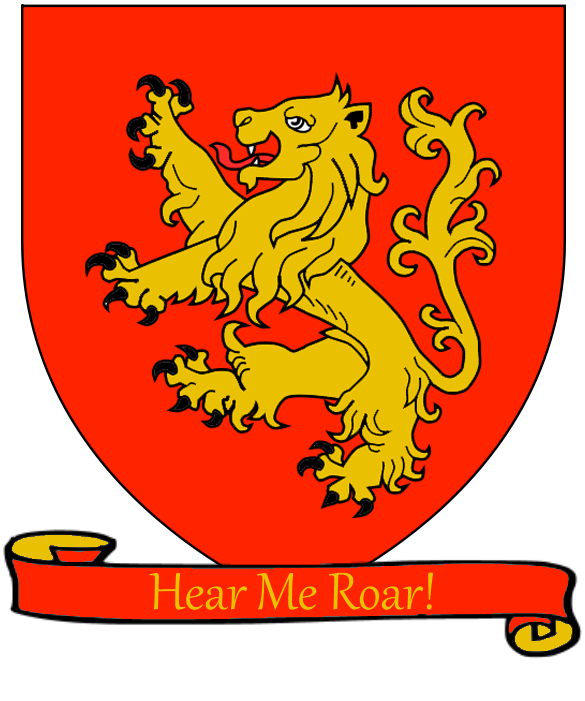
Emblema de la Casa Lannister y su lema "Hear me Roar" (Óyeme rugir).

Desde su nacimiento, Tyrion Lannister tuvo que luchar contra el desprecio de los demás, incluida su propia familia. El provocar la muerte de su madre en el parto le ganó el eterno rechazo tanto de su padre como de su hermana. Su hermano Jaime fue el único que desarrolló afecto y una relación entre hermanos con él, por ello, Jaime siempre fue la debilidad de Tyrion. Ya desde que era un niño, su padre, Lord Tywin Lannister, le dejó claro a Tyrion que su importancia dentro de la familia no era la misma que la de sus hermanos mayores. Un ejemplo de ello fue cuando Tyrion hizo su decimosexto cumpleaños (en la obra llamado «día del nombre»); mientras sus dos hermanos viajaron por las Ciudades Libres y por otros rincones de Poniente, Tywin obligó a Tyrion a limpiar todas las letrinas de Roca Casterly. Tyrion hizo tan bien su trabajo, que las letrinas nunca estuvieron tan limpias.
A falta de físico, Tyrion trató de cuidar su intelecto, siendo un hombre culto. Es consciente de sus debilidades, pero también de sus habilidades, y no solo eso, también disfruta poniéndolas a prueba con los demás. Eso le hace poseer un cierto «aire de superioridad» respecto a los demás, sabedor de que se trata de alguien astuto, calculador y consciente del mundo en el que vive. Con todo, la elocuencia es también otro de sus fuertes, lo que sumado a su capacidad económica como miembro de la Casa Lannister hace que disponga de facilidad para hacer amistades y lealtades. Por otro lado, Tyrion es muy perspicaz y posee un don juzgando la naturaleza de las personas.

Permíteme que te dé un consejo, bastardo. Nunca olvides lo que eres, porque el mundo jamás la hará. Conviértelo en tu mejor arma y así nunca será tu punto débil; úsalo como armadura y nadie podrá utilizarlo para herirte.
Tyrion Lannister a Jon Nieve

Consciente del mundo en el que vive, Tyrion sabe ser despiadado y frío cuando es necesario, pero también justo. Tal y como el mismo personaje admite, siente una debilidad personal por los marginados, los despreciados y los deformes.
El actor Peter Dinklage, que interpreta al personaje de Tyrion Lannister en la adaptación televisiva de HBO, Game of Thrones, describe así a su personaje: «Tyrion es un personaje que cuenta con su inteligencia, en un mundo que no encaja con un tullido como él [...] Mucha gente soluciona sus problemas con violencia pero él lo hace con ingenio y ha encontrado la manera de alcanzar sus objetivos, tanto buenos como malos.»

Jaime, cariño, te conozco desde que eras un bebé que mamaba de los pechos de Joanna [...] Pero el verdadero hijo de Tywin es Tyrion, no tú. Se lo dije a tu padre en cierta ocasión y me retiró la palabra durante medio año. A veces los hombres pueden llegar a ser tan estúpidos... incluso los que aparecen una vez cada 1000 años (Tywin).
Genna Lannister a Jaime Lannister acerca de Tyrion

## Historia
(Para que quede claro, hablamos sobre el papel que interpreta).
Tyrion fue el tercer hijo de Lord Tywin Lannister y de su esposa Joanna Lannister. Durante su parto, su madre murió, pero Tyrion sobrevivió resultando padecer enanismo. Por esto, tanto su padre como su hermana lo despreciaron toda su vida y no lo tuvieron en consideración, excepto su hermano Jaime, quien le demostró un amor genuino.
Teniendo 13 años, Tyrion conoció a una muchacha llamada Tysha. Ambos se enamoraron y se casaron en secreto, hasta que su padre lo descubrió y entonces decidió enseñarle a su hijo una dura lección. Tysha fue llevada a Roca Casterly y Tywin obligó a Tyrion a contemplar como era violada por los guardias y pagada, después obligó a Tyrion a que la violara y le pagara con una moneda de oro, pues según él, un Lannister vale más. Después obligó a Jaime a decirle que Tysha era una prostituta y que la habían comprado para que Tyrion se acostara con una mujer por primera vez. Este recuerdo traumatizó a Tyrion de por vida y dejó a Jaime lleno de culpa.

### Juego de tronos
Tyrion es parte de la comitiva real que viaja a Invernalia. Tras la misteriosa caída de Bran Stark, Tyrion sospecha de sus hermanos y trata de estar pendiente de sus reacciones. También obliga al príncipe Joffrey Baratheon a presentar sus condolencias a los Stark.
En lugar de regresar a Desembarco del Rey, Tyrion parte junto a un grupo de reclutas de la Guardia de la Noche (entre los que se halla Jon Nieve) rumbo al Muro. Tyrion es testigo de las penosas condiciones en las que se halla la Guardia, y el Lord Comandante Jeor Mormont le pide ayuda para que convenza al rey de enviarles más hombres. Durante su estancia en el Muro también traba amistad con Jon Nieve, y de camino de regreso a la capital, Tyrion para en Invernalia donde le da a Bran Stark unos planos para que pueda cabalgar incluso estando tullido.
En su camino de regreso, Tyrion acaba en una posada donde casualmente también estaba Lady Catelyn Tully. Ella había sido advertida por Petyr Baelish de que el arma con la que un asesino intentó matar a Bran pertenecía a Tyrion. Este es apresado por Catelyn y llevado al Nido de Águilas para ser juzgado por su hermana Lysa. Al llegar, Lysa Tully lo acusa de planear el asesinato de Bran Stark y de envenenar a Jon Arryn, la antigua Mano del Rey, cargos de los que Tyrion se declara inocente. Tras una estancia en las celdas, reclama un juicio por combate, presentándose como su campeón un mercenario llamado Bronn. Este vence al campeón de Lady Lysa y Tyrion puede huir en libertad. Sin embargo, mientras escapaban del Valle de Arryn, son emboscados por los sanguinarios Clanes de la Montaña; Tyrion consigue ganarlos para su bando a cambio de promesas de oro y armas. La partida terminará llegando a las Tierras de los Ríos donde Lord Tywin Lannister ha entrado con su ejército.
Tywin ha invadido las Tierras de los Ríos como represalia al arresto de Tyrion. Tywin decide poner a Tyrion en la vanguardia de su ejército junto a sus guerreros del Valle. La noche antes de la batalla, Tyrion conoce a Shae, una prostituta de la que pronto se encariña por su actitud. En la Batalla del Forca Verde, los Lannister vencen a los norteños de Roose Bolton pero pronto se enteran de que su hermano Jaime ha sido capturado.
Debido a que su situación es peligrosa, Tywin decide partir rumbo a Harrenhal mientras envía a Tyrion a Desembarco del Rey para actuar como Mano del Rey en funciones, con la misión de meter en vereda al niño-rey Joffrey Baratheon y a su madre. Pese a las advertencias de Tywin de que no se llevara a Shae, Tyrion le desobedece y se la lleva a la capital.

### Choque de reyes

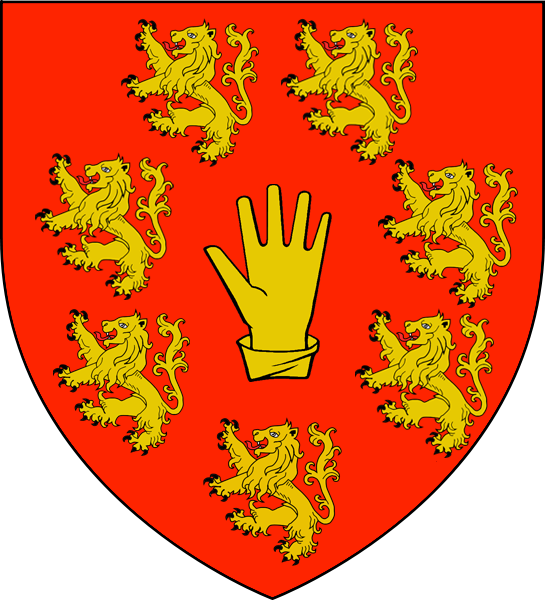
Escudo de Tyrion como mano del rey.

Tyrion se presenta en la capital como Mano del Rey en funciones, lo que desata la furia de Cersei. Ambos firman una tregua para, aparentemente, tratar de trabajar juntos, pero entre ambos se desarrollará una auténtica lucha de poder.
Tyrion forja una alianza con Varys, el Consejero de los Rumores, el cual le ayuda a ocultar a Shae y a enviar a Janos Slynt al Muro y reemplazarlo por Jacelyn Bywater. También trata de averiguar cuáles sirvientes del Consejo Privado son espías de Cersei, llegando a la conclusión de que ese era el gran maestre Pycelle. Tyrion confronta a Pycelle y lo envía a las mazmorras además de retirarlo del Consejo Privado. Para asegurarse la lealtad de la Casa Martell, que no tenía buenas relaciones con los Lannister, decide pactar el matrimonio entre la princesa Myrcella Baratheon con el príncipe Trystane Martell de Dorne, además de otorgarle a Doran Martell un sitio en el Consejo Privado.
Ante la inminente llegada de Stannis Baratheon con sus ejércitos, Tyrion prepara a la capital para resistir un asedio. A la vez que intentaba pactar un matrimonio entre el rey Joffrey con Margaery Tyrell, para asegurar así una alianza entre las casas Lannister y Tyrell, enviando a Lord Petyr Baelish como intermediario.
Finalmente se produce la Batalla del Aguasnegras, el ataque de Stannis sobre Desembarco del Rey. Tyrion, que había ordenado reunir una gran cantidad de fuego valyrio, quema casi toda la flota de Stannis. Los defensores de la capital son liderados por el Guardia Real Sandor Clegane, pero este deserta. El rey Joffrey huye cobardemente y es Tyrion quien asume el mando de la defensa, luchando personalmente ante las murallas. En mitad del 
fragor del combate, un Guardia Real llamado Mandon Moore ataca a Tyrion tratando de matarlo, pero es salvado por su escudero Podrick Payne.

### Tormenta de espadas
Tyrion se despierta convaleciente después de la batalla. Descubre que le ha quedado una gran cicatriz fruto de su intento de asesinato, del cual sospecha que fue ordenado por Cersei. Además descubre que Tywin y los Tyrell se han adjudicado el mérito de la victoria y Tywin ha asumido el cargo de Mano del Rey. Tras recuperarse, Tyrion es nombrado Consejero de la Moneda y Tywin le niega cualquier derecho de herencia sobre Roca Casterly. Posteriormente es comprometido con Sansa Stark, la anterior prometida de Joffrey, aunque Tyrion no la obliga a consumar el matrimonio. Tyrion contrata además a Shae como doncella de Sansa para poder estar así cerca de ella.
Durante el banquete nupcial entre Joffrey y Margaery Tyrell, el rey es envenenado. Tyrion es acusado del asesinato a la vez que Sansa desaparece sin rastro. La reina Cersei organiza una farsa de juicio con testigos comprados y cargos falsos con los que poder inculpar a Tyrion. Además, lleva a Shae ante el tribunal la cual miente diciendo que Tyrion y Sansa planearon juntos el asesinato de Joffrey. Incapaz de soportar esas mentiras, Tyrion demanda un juicio por combate pero no puede encontrar un campeón, hasta que el príncipe Oberyn Martell se ofrece para luchar contra el campeón de Cersei, Ser Gregor Clegane. Sin embargo, Oberyn es derrotado y Tyrion es sentenciado a muerte.
Antes de ser ejecutado, su hermano Jaime lo libera con ayuda de Varys. Antes de marcharse, Jaime le revela la verdad que tanto tiempo había ocultado a Tyrion: Tysha en realidad no era una prostituta, sino una campesina, y que fue Tywin el que lo obligó a decirle eso. Furioso, Tyrion se declara como el asesino de Joffrey y le dice a Jaime que Cersei se ha estado acostando con Lancel Lannister y con los hermanos Kettleblack. Tyrion huye hasta los aposentos de la Mano donde encuentra a Shae en la cama de su padre. Tras estrangular a Shae, Tyrion coge una ballesta y confronta a su padre en la letrina, lo mata y huye a las Ciudades Libres.

### Danza de dragones
Acompañado de Varys, Tyrion llega a la ciudad de Pentos. Tyrion se ha aficionado a la bebida y vive atormentado con la frase que le dijo su padre acerca del paradero de Tysha: «adonde van las putas». Tyrion planea llegar a Dorne para ayudar a su sobrina Myrcella a obtener el Trono de Hierro. Se entrevista con el magíster Illyrio Mopatis, el cual le habla acerca de Daenerys Targaryen, así que Tyrion decide partir hacia Meereen para ponerse a su servicio. Parte en un barco llamado Doncella Tímida junto a dos hombres: Griff y Griff el Joven. Durante el viaje, Tyrion se percata de que Griff es Jon Connington, al cual se le daba por muerto, y que Griff el Joven es Aegon Targaryen, el bebé que supuestamente había sido asesinado durante el saqueo de Desembarco del Rey.
Estando en Selhorys, Tyrion es capturado en una taberna por Jorah Mormont, el cual pretende llevarlo ante Daenerys para ganarse su perdón. De camino a Meereen son capturados por esclavistas y vendidos a un rico mercader de Yunkai llamado Yezzan zo Qaggaz. Tras la muerte de su amo, Tyrion, Ser Jorah y una enana llamada Penny huyen y se unen a la compañía mercenaria de los Segundos Hijos, después de que Tyrion les prometiera tierras y títulos cuando se convierta en Señor de Roca Casterly.

## Adaptación televisiva

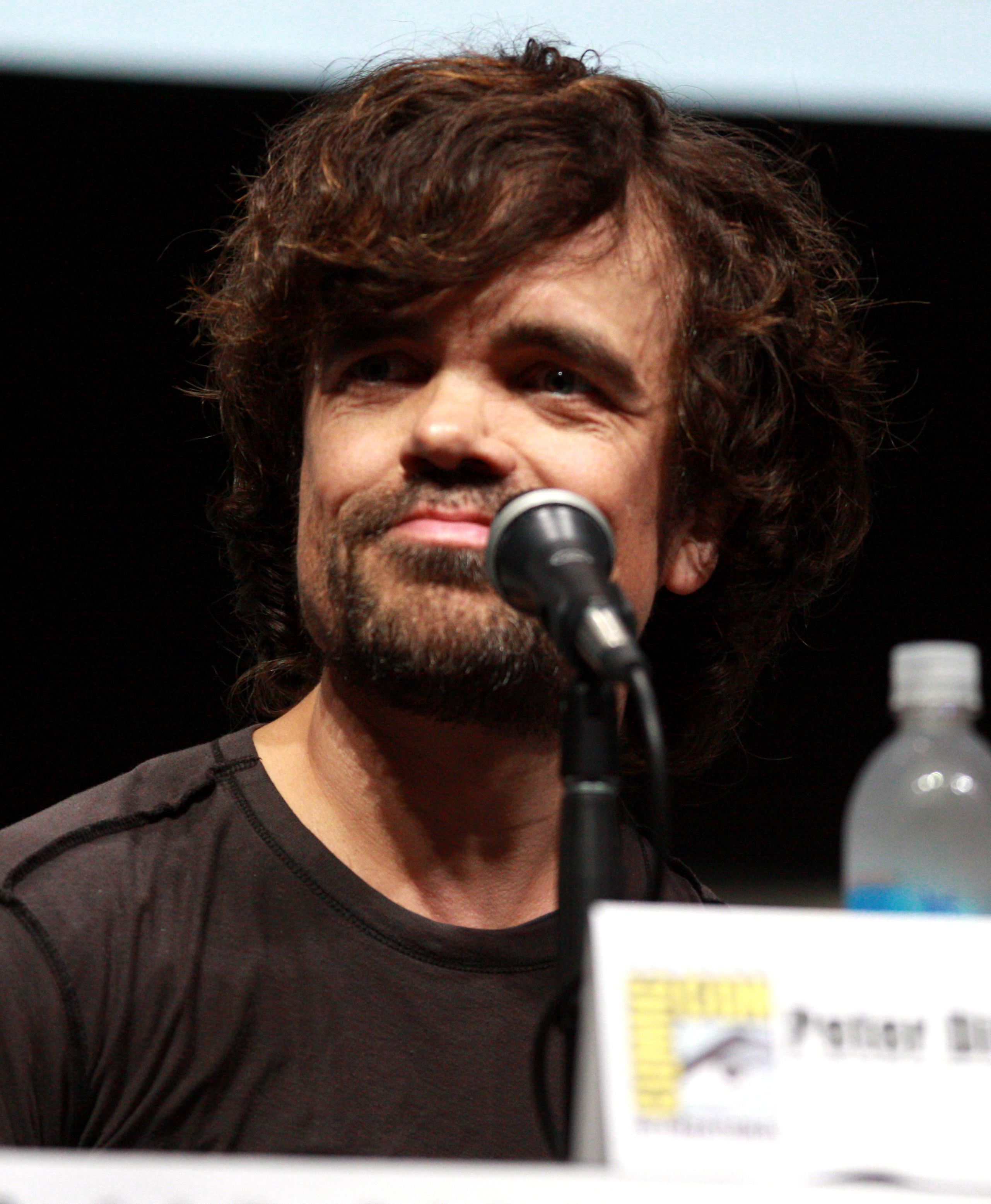
Peter Dinklage en la Comic-Con de 2013.

El actor Peter Dinklage interpreta a una versión del personaje en la adaptación de la saga literaria a la televisión que lleva a cabo la serie de Game of Thrones.

### Primera temporada
Tyrion viaja a Invernalia con la familia real, y acompaña al hijo bastardo de Eddard Stark, Jon Nieve (Kit Harington) en su viaje al Muro.
En su camino de regreso a Desembarco del Rey, Tyrion es capturado por Catelyn Tully (Michelle Fairley) quien lo sospecha de haber planeado asesinar a su hijo Bran. Llevado al Valle, donde la hermana de Catelyn, Lysa Tully (Kate Dickie), gobierna como regente, Tyrion es juzgado. Tyrion exige el juicio por combate, nombrando como su campeón a Bronn (Jerome Flynn), que sale victorioso. 
Los dos se encuentran con Tywin Lannister (Charles Dance), el padre de Tyrion, cuyas fuerzas están luchando contra el ejército de Robb Stark como represalia por su captura. Tyrion es accidentalmente golpeado inconsciente cuando la batalla comienza. Tywin envía Tyrion a Desembarco del Rey para actuar como Mano del Rey en su ausencia. Desobediendo las órdenes de Tywin, Tyrion lleva consigo a la prostituta Shae (Sibel Kekilli), de la cual comienza a sentir sentimientos fuertes hacia ella.

### Segunda temporada
Como Mano del Rey, Tyrion intenta controlar a su cruel e incompetente sobrino Joffrey (Jack Gleeson), y defiende a Desembarco del Rey de  Stannis Baratheon (Stephen Dillane) el reclamante rival del Trono de Hierro. Tyrion destruye gran parte de la flota de ataque de Stannis con fuego valyrio, pero casi es asesinado durante la batalla, presumiblemente a órdenes de Joffrey o Cersei.
Tyrion se recupera para encontrarse despojado del poder por su padre que ha vuelto, y sin el reconocimiento por su heroísmo. Shae implora a Tyrion para que se traslade a Pentos con ella, pero opta por permanecer en Desembarco del Rey.

### Tercera temporada
Tyrion le pide a Tywin que sea nombrado heredero de la casa ancestral de la Casa Lannister, Roca Casterly. Tywin se niega y amenaza con matar a Shae si la encuentra en su cama de nuevo, pero Tyrion ha sido nombrado como el Consejero de la Moneda en el Consejo Privado. 
También obliga a Tyrion a casarse con  Sansa Stark (Sophie Turner) contra su voluntad, aunque ambos deciden no consumar el matrimonio. Tyrion y Sansa empiezan a unirse ya que ambos son "victimas" en Desembarco del Rey, hasta que Sansa descubre que su madre Catelyn y su hermano Robb han sido asesinados como resultado de las intrigas de Tywin.

### Cuarta temporada
Temiendo por la seguridad de Shae, Tyrion rompe con ella y le ordena irse a Pentos. Ella se niega hasta que él la llama prostituta, y declara que no puede tener a sus hijos. 
Joffrey es envenenado hasta la muerte en su banquete de bodas, y Cersei inmediatamente acusa a Tyrion y a Sansa, que termina escapando con ayuda de Petyr Baelish. 
En su juicio, Shae parece testificar en su contra, alegando falsamente que Sansa se negó a acostar a Tyrion a menos que matara a Joffrey. Indignado por su traición y finalmente rompiendo los años de burla por su enanismo, Tyrion exige un juicio por combate. Cersei nombra al casi invicto  Gregor Clegane (Hafþór Júlíus Björnsson) como su campeón. Tyrion es defendido por Oberyn Martell (Pedro Pascal), quien cree que su hermana y sus sobrinos fueron asesinados por Gregor. Oberyn sale casi victorioso, pero su negativa de matar a Gregor sin obtener una confesión le da a Gregor la oportunidad de matarlo aplastandole la cabeza con sus propias manos, Tyrion horrorizado es condenado a muerte.
Antes de su ejecución, Tyrion es liberado por Jaime para ser sacado de contrabando de Poniente por Varys (Conleth Hill). Tyrion decide enfrentarse a Tywin antes de irse, y encuentra a Shae en la cama de su padre. Tyrion la estrangula hasta la muerte, y luego se enfrenta a Tywin en la letrina. Tyrion mata a su padre con la ballesta de Joffrey, y luego se marcha escondido en una caja a Pentos con Varys.

### Quinta temporada
Tyrion llega a Pentos, donde Varys revela que ha estado conspirando para restaurar la Casa Targaryen al poder, y pide a Tyrion que viaje con él para encontrarse con Daenerys Targaryen (Emilia Clarke) en Meereen. 
Durante su viaje, Tyrion es secuestrado por el antiguo asesor de Daenerys, Jorah Mormont (Iain Glen), quien pretende redimirse a Daenerys llevándole el enano. Sin embargo, Tyrion y Jorah son capturados por los esclavistas, a quienes Tyrion convence para venderlos a los pozos de combate en Meereen. Durante una demostración de pelea, Tyrion y Jorah encuentran a Daenerys; Ella decide tomar Tyrion a su servicio, pero ordena que Jorah sea exiliado de nuevo. 
En la reapertura de los pozos de combate, los "Hijos de la Arpía" lanzan un ataque masivo, que sólo se frustra cuando Drogon, el dragón de Daenerys, aparece y mata a algunos Hijos de la Arpía, antes de huir con Daenerys en su lomo. 
Aunque Tyrion desea unirse a Jorah y 
Daario Naharis (Michiel Huisman) en su búsqueda de Daenerys, Daario señala que sus habilidades son las más adecuadas para gobernar a Meereen en la ausencia de Daenerys. Varys más tarde llega a Meereen, y ofrece a Tyrion el uso de su red de espionaje para mantener el orden en la ciudad.

### Sexta temporada
Tyrion descubre que los Hijos de la Arpía son financiados por los esclavistas de Yunkai, Astapor y Volantis, y organiza una reunión con los representantes de estas ciudades para darles siete años para abolir la esclavitud. A pesar de la insistencia de Tyrion en que el compromiso es necesario, esta solución se encuentra con la desaprobación de otros asesores de Daenerys.
Tyrion también recluta la ayuda de la sacerdotisa roja Kinvara (Ania Bukstein), que cree que Daenerys es una figura mesiánica profetizada por su fe y ofrece el apoyo de los seguidores de R'hllor. 
Meereen comienza a prosperar, pero el éxito de la ciudad atrae la ira de los esclavistas, que temen que socavará la legitimidad de la esclavitud y así lanzan un ataque naval masivo contra la ciudad. Daenerys vuelve en el caos, y aunque ella está disgustada con el fracaso de Tyrion, ella es persuadida por él para destruir la flota de los esclavistas y forzar su rendición. Daenerys utiliza sus dragones para derrotar a los escalvistas y sale victoriosa. 
Poco después,  Theon (Alfie Allen) y Yara Greyjoy (Gemma Whelan) llegan a Meereen ofreciendo a Daenerys la Flota de Hierro; también se unen las flotas de Dorne y el Dominio. Daenerys nombra a un honrado Tyrion como su "Mano de la Reina". Finalmente, Tyrion y Daenerys marchan a Poniente con una masiva flota y los dragones volando sobre ellos.

### Séptima temporada
Cuando Daenerys desembarca en Rocadragón, el hogar ancestral de su Casa y una posición estratégica ideal desde la cual lanzar un ataque contra Desembarco del Rey, Tyrion la acompaña, junto con sus otros asesores. 
Dentro de un día de su llegada, un invitado inesperado llega a conocer a Daenerys: la Sacerdotisa Roja Melisandre (Carice van Houten). Aunque Varys rechaza su utilidad debido a su lealtad pasada a Stannis Baratheon, Tyrion se intriga por su mención de Jon Nieve, el nuevo Rey en el Norte. La Mano descarta cualquier charla de profecía alrededor de Daenerys o Jon, pero, recordando su conexión con Jon durante su viaje al Muro, aconseja a Daenerys que podría ser un aliado valioso en la guerra contra Cersei. Daenerys acepta encontrarse con él, pero solo con la condición de que venga a Rocadragón y doble la rodilla. Tyrion personalmente escribe el mensaje enviado a Jon, terminando con lo que le dijo la primera vez que se reunieron para probar su identidad: "Todos los enanos son bastardos a los ojos de sus padre".
Daenerys y Tyrion reúnen a sus aliados de Poniente para discutir su próxima estrategia para la guerra contra los Lannister. Yara Greyjoy sugiere lanzar todas sus fuerzas en un asalto inmediato y devastador a Desembarco del Rey, una idea que Tyrion rechaza debido al riesgo para las personas que morirían por el fuego de dragón. También negocia con Ellaria Arena (Indira Varma) de Dorne, despreciándola por la muerte de su querida sobrina Myrcella. Daenerys termina la discusión y ordena a todos los presentes que muestren respeto a Tyrion como su Mano. También apoya su consejo de no atacar a Desembarco del Rey, sino que favorece una estrategia a más largo plazo en varios frentes. Tyrion pretende contrarrestar la percepción de una invasión extranjera al tener los ejércitos del Dominio y Dorne, y la Flota de Hierro leal a Yara, y asediar Desembarco del Rey para obligar a Cersei a rendirse. Todo termina en una masacre sangrienta cuando Euron Greyjoy (Pilou Asbæk) destruye la flota y toma prisioneras a Yara, Ellaria y Tyene; y Theon escapa con los sobrevivientes de la Flota de Hierro. Mientras tanto, Gusano Gris (Jacob Anderson) y el ejército de Inmaculados viajan alrededor de Poniente para tomar Roca Casterly, el asentamiento de los Lannister. Todos los aliados de Daenerys aceptan seguir este plan, pero resulta ser un fracaso ya que Euron destruye la flota de Daenerys y los Lannister toman Altojardín provocando la muerte de Olenna Tyrell (Diana Rigg).